# The Marvelettes
The Marvelettes est un groupe de chanteuses américaines. On leur doit le premier « numéro 1 » de Motown avec la chanson sortie sur le label Tamla (54046) Please Mr. Postman en août 1961. Ce précédent ouvre la voie à des groupes vocaux féminins tels que Martha and the Vandellas et The Supremes.
Découvertes en 1960 par Robert Bateman, les Marvelettes se composent de Gladys Horton, Katherine Anderson, Georgia Dobbins, Georgeanna Tillman et Juanita Cowart. Cette dernière quitte le groupe après le premier disque et elles continuent comme un quartette jusqu'en 1962, quand Georgia Dobbins part à son tour pour devenir secrétaire chez Motown, remplacée par Wanda Young.
Le succès du groupe décline à partir de 1962. Elles reviennent sur le devant de la scène en 1964 avec la chanson Too Many Fish in the Sea (en). En 1969 Gladys Horton quitte le groupe pour se marier : elle est remplacée par Anne Bogan, mais Wanda Young devient la nouvelle leader.
Les Marvelettes ne suivent pas la compagnie à Los Angeles en 1971.